# أليخاندرو نونيز
أليخاندرو نونيز (بالإسبانية: Alejandro Núñez)‏ هو سائق سيارة سباق ومهندس إسباني، ولد في 25 فبراير 1984 في مدريد في إسبانيا.

## روابط خارجية
- أليخاندرو نونيز على موقع DriverDB.com (الإنجليزية)